# ماساشی یاماموتو
ماساشی یاماموتو (انگلیسی: Masashi Yamamoto؛ زادهٔ ۲۴ ژانویهٔ ۱۹۵۶) کارگردان فیلم، فیلم‌نامه‌نویس، تهیه‌کننده فیلم، و بازیگر اهل ژاپن است.